# Scherocumella boxshalli
Scherocumella boxshalli is een zeekommasoort uit de familie van de Nannastacidae. De wetenschappelijke naam van de soort is voor het eerst geldig gepubliceerd in 2004 door Corbera.